# Jekatěrina Grigorjevová
Jekatěrina Grigorjevová rozená Leščovová (rusky Екатерина Григорьева, * 21. dubna 1974, Volgograd) je ruská atletka, sprinterka.
V roce 1996 reprezentovala na letních olympijských hrách v Atlantě, kde ve štafetě na 4 × 100 metrů obsadila ve finále čtvrté místo. Ruské kvarteto, za které dále běžely Galina Malčuginová, Natalja Voronovová a Irina Privalovová ztratilo na třetí Jamajčanky tři setiny. Těsně pod stupni vítězů, čtvrtá doběhla také na mistrovství světa v Athénách 1997 v běhu na 200 metrů (22,50 s). Bronz získala tehdy jamajská sprinterka Merlene Otteyová, která byla o deset setin rychlejší. V roce 2000 vybojovala na halovém ME v Gentu bronzovou medaili (200 m).
V roce 2005 na halovém ME v Madridu skončila v závodě na 60 metrů v semifinále na celkovém desátém místě ze 16 závodnic a do osmičlenného finále nepostoupila. O rok později získala na mistrovství Evropy v Göteborgu stříbrnou medaili v běhu na 100 metrů. Ve finále byla rychlejší jen Kim Gevaertová z Belgie. Na témž šampionátu se stala také mistryní Evropy ve štafetě na 4 × 100 metrů. Na zlatu se dále podílely Julija Guščinová, Natalja Rusakovová a Irina Chabarovová.